# Magdelainella
Magdelainella es un género de escarabajos de la familia Leiodidae.

## Especies
Se reconocen las siguientes:
- Magdelainella hussoni
- Magdelainella kauti
- Magdelainella nonveilleri
- Magdelainella orientalis
- Magdelainella ravasinii
- Magdelainella serbica
- Magdelainella stevanovici
- Magdelainella studenicae